# 莱比锡号小巡洋舰 (1918年)
莱比锡号是德意志帝国海军于第一次世界大战期间建造的十艘科隆级小巡洋舰的五号舰，得名于1914年在福克兰群岛海战中被摧毁的第一代莱比锡号。新舰于1915年在不来梅的威悉船厂开始架设龙骨，并于1918年1月下水。然而，由于缺乏人员和物资，工程在计划完工前七个月中止。至1919年11月17日，莱比锡号正式从海军名录中除籍，并在出售后于1921年拆解报废。